# 东方茶藨子
东方茶藨子（学名：Ribes orientale）为虎耳草科茶藨子属下的一个种。

## 扩展阅读
維基物種上的相關：东方茶藨子